# エルマーのぼうけん (2022年の映画)
『エルマーのぼうけん』（原題: My Father's Dragon）は、『エルマーのぼうけん』を原作とし2022年に発表された、アイルランドの長編アニメーション映画。

## あらすじ
親のもとから飛び出してしまったエルマーは、不思議な島に辿り着き、そこでドラゴンに出会う。

## キャスト
※括弧内は日本語吹替
- エルマー・エレベーター (Elmer Elevator)：ジェイコブ・トレンブレイ（松本沙羅[2]）
- ボリス (Boris)：ゲイテン・マタラッツォ（林卓[2]）
- デラ・エレベーター (Dela Elevator)：ゴルシフテ・ファラハニ（樋口あかり[2]）
- クワン (Kwan)：クリス・オダウド
- ソーダ (Soda)：ジュディ・グリア
- カリー (Callie)：ヤラ・シャヒディ
- ネコ (The Cat)：ウーピー・ゴールドバーグ（磯辺万沙子）
- サイワ (Saiwa)：イアン・マクシェーン（乃村健次）
- タミール (Tamir)：ジャッキー・アール・ヘイリー
- マクラーレン夫人 (Mrs. McClean)：リタ・モレノ
- コーネリアス：アラン・カミング（多田野曜平）
- ナレーター：メアリー・ケイ・プレイス（高島雅羅）

## 評価
レビュー・アグリゲーターのRotten Tomatoesでは68件のレビューで支持率は87%、平均点は7.20/10となった。Metacriticでは21件のレビューを基に加重平均値が74/100となった。